# Zaza-Sprache
Die Zaza-Sprache, auch Zazaisch oder Zazaki, ist die Sprache der Zaza in der östlichen Türkei und findet sich im oberen Talabschnitt des Euphrat. Die Sprache wird auch Dımlī und Kirmānčkī genannt. Die Anzahl ihrer Sprecher wird auf zwei bis drei Millionen geschätzt. Sie wird vor allem in Ostanatolien gesprochen, durch Migrationsprozesse der letzten Jahrzehnte ist sie auch in West-, Mittel- und Nordeuropa verbreitet. Das Zazaki gehört zum westiranischen Zweig der indogermanischen Sprachen.
Zur Bezeichnungsfrage und zum historischen Hintergrund der Zaza siehe den Artikel Zaza.

## Sprachliche Einordnung des Zazaischen

### Zazaisch als eigenständige nordwestiranische Sprache
Die Zaza-Sprache wird auch heute noch aus politischen und kulturellen Gründen oft als ein kurdischer Dialekt betrachtet (zum politischen Hintergrund dieser Einschätzung siehe den Artikel Zaza). Dagegen stellt die Iranistik (die Wissenschaft der Erforschung der iranischen Sprachen) eindeutig fest: Zazaki ist eine eigenständige Sprache des nordwestlichen Zweigs der iranischen Sprachen. Innerhalb dieses nordwestlichen Zweiges bilden die kurdischen Sprachen – zusammen mit zentraliranischen Dialekten – eine genetische Untergruppe, das Zaza bildet demgegenüber zusammen mit dem Gorani eine selbstständige Untereinheit Zaza-Gorani, die möglicherweise engere Beziehungen zum Belutschi aufweist (siehe unten die Klassifikation der nordwestiranischen Sprachen).
Schon Sprachforscher des 19. Jahrhunderts (z. B. Peter Lerch) belegten, dass das Zazaki kein Dialekt des Kurdischen, sondern eine eigenständige Sprache innerhalb der iranischen Sprachfamilie ist. Dies bekräftigten die deutschen Iranisten Oskar Mann und Karl Hadank mit ihren vielfältigen Untersuchungen, aus denen 1932 die erste umfangreiche wissenschaftliche Grammatik des Zazaki unter dem Titel Mundarten der Zaza hervorging.
Die Zaza-Sprache weist auffällige Gemeinsamkeiten mit der ausgestorbenen mitteliranischen Sprache Parthisch auf, die das südwestiranische Persische und seine Vorgängersprachen nicht teilen. Allerdings kann man nicht nachweisen, dass das Parthische eine unmittelbare Vorgängersprache des Zaza gewesen ist. Zur Herkunftsfrage der Zaza und ihrer Sprache siehe den Artikel Zaza.

### Klassifikation der nordwestiranischen Sprachen
Die folgende Klassifikation beschreibt genauer die genetische Stellung des Zaza und der kurdischen Sprachen innerhalb der Gruppe der nordwestiranischen Sprachen. Einen Gesamtüberblick über die iranischen Sprachen und ihre Klassifikation bietet der Artikel Iranische Sprachen.
- Nordwestiranisch (24 Sprachen, 31 Millionen Sprecher):
  - Medisch † (altiranisch)
  - Parthisch † (mitteliranisch)
  - Kaspisch:
    - Gilaki-Mazenderani: Gilaki (1,3 Mio.), Masanderanisch (2,2 Mio.), Gurgani †
    - Semnani: Semnani, Sangisari, Sorchei, Lasgerdi (zusammen 50.000)
    - Taleshi: Taleshi (eine Million)
    - Azari: Iranisch-Azari („Süd-Tati“; 220.000)

  - Kurdisch-Zentraliranisch:
    - Kurdisch: Kurmandschi (Nordwest-Kurdisch; 15–20 Mio.), Sorani (Zentral-Kurdisch, Kurdi; vier Mio.), Südkurdisch (drei Mio.)
    - Zentraliranisch: Tafreshi, Mahallati-Chunsari, Kashani-Natanzi, Gazi, Yazdi-Kermani-Nayini, Kaviri, Sivandi

  - Zaza-Gorani: Zaza (Zazaki, Kirmanjki, Kirdki, Dimli, „So-Bê“; 1,5 Mio.), Gorani (auch Hawrami; 400.000–500.000), Schabaki (130.000–150.000), Bajalani (auch Chichamachu; etwa 20.0000), Sarli (auch Sarliya; weniger als 20.000)[2][3]
  - Belutschi: Belutschi (Baloči; sechs Mio.)

Möglicherweise bilden Zaza-Gorani und Belutschi eine eigene genetische Einheit, diese Ansicht wird aber nicht von allen Forschern geteilt.

## Forschungsgeschichte
Bereits 1650 berichtete der türkische Reisende Evliya Çelebi darüber, dass die Sprache der Zaza sich deutlich von den „anderen kurdischen Arten“ abhebe und eine wechselseitige Verständigung zwischen dem Zaza und anderen „kurdischen Dialekten“ nicht möglich sei. Der russische Linguist Peter Lerch rechnete in einem Bericht von 1856 über die Völker Ostanatoliens die Zaza ohne genauere Untersuchung generalisierend zu den Kurden. F. Müller 1864 betrachtete das Zaza wie das Kurdische als Dialekte des Neupersischen (!), F. Spiegel 1871 und W. Tomaschek 1887 bemerkten dagegen die großen Unterschiede zwischen dem Zaza und Kurdisch.
Als Erster untersuchte Oskar Mann (seit 1906) die grammatische Struktur des Zaza in aller Gründlichkeit, das er dabei als eigenständige Sprache, nicht als Dialekt des Kurdischen erkannte. Er sah das Zaza in einem engeren Zusammenhang mit dem Gorani. Seine Klassifikation des Westiranischen hat in der Iranistik im Wesentlichen bis heute Bestand.
Ein entscheidender Schritt in der Forschungsgeschichte war die Veröffentlichung der ersten Zaza-Grammatik von K. Hadank auf Basis des Materials von O. Mann im Jahre 1932. Diese erschien unter dem Titel Mundarten der Zaza als 10. Band der Serie der Kurdisch-Persischen Forschungen der Preußischen Akademie der Wissenschaften und behandelt vor allem den Süddialekt des Zaza. Als Resultat dieser Forschungsarbeit war nun völlig klar, dass das Zaza phonologisch, morphologisch, syntaktisch und lexikologisch eine eigenständige Sprache innerhalb des Nordwest-Iranischen darstellt. Hadank sah – wie Mann – eine besondere Nähe des Zaza zum Gorani, die Unterschiede zu Kurdisch werden deutlich herausgearbeitet.
Jost Gippert wies 1996 auf die Gemeinsamkeiten des Zaza mit dem mitteliranischen Parthischen hin, die sich deutlich vom Persischen abheben. Damit ist auch die Einordnung des Zaza als nordwestiranische Sprache endgültig bestätigt worden (Persisch ist demgegenüber eine südwestiranische Sprache).
Einen detaillierten Überblick über die Forschungsgeschichte – insbesondere über sämtliche Belege der Eigenständigkeit des Zaza gegenüber dem Kurdischen und den Versuch mancher kurdischer Wissenschaftler, das Zaza als einen Dialekt des Kurdischen darzustellen – gibt Z. Selcan in seiner umfangreichen Zaza-Grammatik von 1998, die den Norddialekt (Dersim-Dialekt) zugrunde legt.

## Zazaisch als Schriftsprache
Obwohl das Zazaki schon seit Jahrhunderten im osmanischen Reich gesprochen wurde, hat man es lange nicht schriftlich fixiert. Das älteste literarische Werk ist die religiöse Schrift Mewlid von Ehmedê Xasi aus dem Jahre 1898. Dieses Werk wurde 1899 in arabischer Schrift und (erst) 1984 in lateinischer Schrift veröffentlicht. Ein weiteres bedeutsames Zaza-Werk ist Biyîşê Pêxemberî (Mewlûda Nebî) aus dem Jahre 1903 von Usman Efendiyo Babıc, es wurde erst 1933 in Damaskus in arabischer Schrift veröffentlicht.
In lateinischer Schrift wurden Zazaki-Texte seit Anfang der 1980er Jahre in Deutschland, Schweden und Frankreich in mehreren Kulturzeitschriften publiziert. Wichtige Autoren sind Malmîsanij, Ebubekir Pamukçu und Koyo Berz.
Zur Dokumentation der zazaischen Sprache wurden in den Jahren 2001 und 2002 in einem von der Deutschen Forschungsgemeinschaft geförderten Projekt wichtige Quellen für ein zazaisch-deutsches Textkorpus zusammengetragen. Dies enthält längere Tonbandaufzeichnungen, handschriftlich festgehaltene Sprüche und Sprichwörter und spezielle lexikalische Listen. 2004 wurde unter anderem von J. Gippert und Zelemele das Zaza-Sprachinstitut in Frankfurt (Main) gegründet.

### Alphabete
Das zazaische Alphabet lehnt sich an das lateinische Alphabet an. Von einem Teil der Autoren wird das Zazaki-Alphabet, das von Zaza-Intellektuellen mit Hilfe von Sprachwissenschaftlern wie C. M. Jacobson entworfen wurde, von einem anderen Teil das kurdisch-lateinische Alphabet, das von Celadet Ali Bedirxan entworfen wurde, als Basis genommen. Ein wichtiger Unterschied ergibt sich bei der Schreibung der Kopula („bin“, „ist“ etc.). In der Zaza-Schreibweise wird die Kopula wie in Persisch direkt an das vorhergehende Wort angehängt, bei der Bedirxan-Schreibung wird sie getrennt, obwohl das Wort mit der Kopula zusammen als Einheit gelesen wird. Ein Beispiel:
- Deutsche Bedeutung: „Mein Name ist Munzur, ich bin 20 Jahre alt und komme aus Dersim.“
- Zazaki in Zaza-Schreibweise: Namey mı Munzuro, ez vist serriyan u Dêrsımi rawan.
- Zazaki in der Bedirxan-Orthographie: Nameyê mi Munzur o, ez vîst serrî ya û Dêrsimî ra ya.
- Zazaki aus Dersim (Kirmancki): Namê mı Munzuro, ez vist serrio u Dêrsımi rao.

## Dialekte

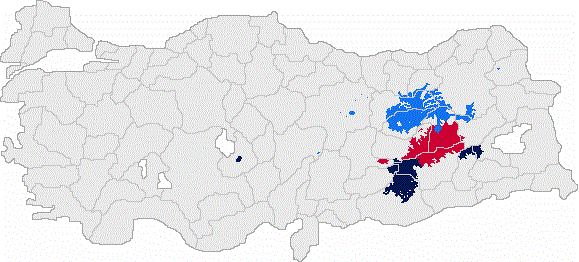
Dialekte der Zaza-Sprache

Es lassen sich mehrere Dialekte bzw. Dialektgruppen des Zazaki unterscheiden. Ludwig Paul (1998) führt folgende auf:
- Norddialekte (Alevi-Dialekte): Dersim, Erzincan, Gümüşhane, Varto, Hınıs (Kirmancki, Zonê ma)
- Zentraldialekte: Palu, Bingöl (Kirdki)
- Süddialekte: Çermik, Siverek, Çüngüş, Gerger (Zazaki, Dimili)
- Randdialekte: Mutki, Aksaray, Sarız (Zazaki)
- Übergangsdialekte: Kulp, Lice, Ergani, Maden (Zazaki, Kirdki)

## Zazaisch und andere indogermanische Sprachen
| Deutsch      | Zazaisch   | Persisch | Russisch | Neugriechisch    | Italienisch | Spanisch | Französisch | Irisch   | Englisch |
| ------------ | ---------- | -------- | -------- | ---------------- | ----------- | -------- | ----------- | -------- | -------- |
| eins (1)     | yew/jew/jû | yek      | один     | ένας/μία/ένα     | uno         | uno      | un          | aon      | one      |
| zwei (2)     | dı         | do       | два      | δύο              | due         | dos      | deux        | dó       | two      |
| drei (3)     | hirê       | se       | три      | τρείς/τρία       | tre         | tres     | trois       | trí      | three    |
| vier (4)     | çar        | çahar    | четыре   | τέσσερις/τέσσερα | quattro     | cuatro   | quatre      | ceathair | four     |
| fünf (5)     | panc       | penc     | пять     | πέντε            | cinque      | cinco    | cinq        | cúig     | five     |
| sechs (6)    | şeş/ses    | şiş      | шесть    | έξι              | sei         | seis     | six         | sé       | six      |
| sieben (7)   | hewt       | heft     | семь     | εφτά             | sette       | siete    | sept        | seacht   | seven    |
| acht (8)     | heşt       | heşt     | восемь   | οχτώ             | otto        | ocho     | huit        | ocht     | eight    |
| neun (9)     | new        | noh      | девять   | εννέα            | nove        | nueve    | neuf        | naoi     | nine     |
| zehn (10)    | des        | deh      | десять   | δέκα             | dieci       | diez     | dix         | deich    | ten      |
| zwanzig (20) | vist       | bist     | двадцать | είκοσι           | venti       | veinte   | vingt       | fiche    | twenty   |

## Die sprachliche Struktur der Zaza-Sprache
Die Beispiele der folgenden Darstellung sind zu einem großen Teil der unten zitierten Grammatik von Zülfü Selcan (1998) entnommen, sie gelten damit also vor allem für den nördlichen Zaza-Dialekt (Dersim-Dialekt).

### Phonemsystem
Die Konsonanten des Zaza sind in der folgenden Tabelle nach Bildungsart und -ort dargestellt:
| Artikulationsort | stimmhaft/-los | labial | dental            | alveol. | alv-palat. | velar | uvular | laryng. |
| ---------------- | -------------- | ------ | ----------------- | ------- | ---------- | ----- | ------ | ------- |
| Verschlusslaute  | stimmlos       | p      | t                 | .       | tʃh (ç)    | k     | q      | .       |
| Verschlusslaute  | stimmhaft      | b      | d                 | .       | dʒ (c)     | g     | .      | .       |
| Reibelaute       | stimmlos       | f      | .                 | s       | ʃ (ş)      | x     | .      | h       |
| Reibelaute       | stimmhaft      | v      | .                 | z       | ʒ (j)      | ʁ (ğ) | .      | .       |
| Halbvokale       | stimmhaft      | w      | .                 | .       | j (y)      | .     | .      | .       |
| Nasale           | stimmhaft      | m      | n                 | .       | .          | .     | .      | .       |
| Lateral          | stimmhaft      | .      | l                 | .       | .          | .     | .      | .       |
| Vibranten        | stimmhaft      | .      | ɾ (r) / r (rr, R) | .       | .          | .     | .      | .       |

In Klammern die übliche Darstellung der Phoneme in heutigen Zaza-Texten, die auf dem türkischen Alphabet basiert. Der Laut /tʃh/ wird durch [ç] und der Laut /dʒ/ durch [c] wiedergegeben.
Das stimmlose /x/ entspricht dem deutschen /ch/ in „ach“. Das stimmhafte /ʁ/ dem deutschen Zäpfchen-r.
Es gibt im Zaza zwei /r/-Laute, die hier mit [ɾ] und [r] wiedergegeben werden. Beides sind stimmhafte Vibranten (Zungen-r). /r/ wird intensiver als /ɾ/ artikuliert. Die Unterscheidung hat Phonemcharakter, wie folgende Beispiele zeigen:
- pere „Geld“, aber perre „Flügel“
- tore „Brauch“, aber torre „Fangnetz“
- bırak „Liebhaber“, aber bırrak (auch bırrek) „Säge“

Die Vokale des Zaza sind /i, e (ê), ε (e), a, o, u, ü, ɨ (ı)/, es gibt keine phonemische Unterscheidung von Lang- und Kurzvokalen. (In Klammern die in heutigen Zaza-Texten verwendeten Zeichen.)
Das phonologische System des Zaza weist einige typische nordwestiranische Merkmale auf, dazu gehören: Zaza /z/ (< iran. /*dz/) und Zaza /b/ (< iran. /*dw/) (z. B. Zaza ber, pers. dar „Tür“).

### Nominalmorphologie

#### Nominale Kategorien
Das Nomen (Substantiv, Adjektiv, Pronomen) des Zaza besitzt folgende Kategorien:
| Nr | Kategorie      | Realisierungen                                                     |
| -- | -------------- | ------------------------------------------------------------------ |
| 1  | Genus          | Maskulinum (m) / Femininum (f)                                     |
| 2  | Numerus        | Singular (sg) / Plural (pl)                                        |
| 3  | Kasus          | primär: Rectus / Obliquus; sekundäre Kasus vom Obliquus abgeleitet |
| 4  | Definitheit    | bestimmt (unmarkiert) / unbestimmt (markiert)                      |
| 5  | Attributierung | siehe unten                                                        |

#### Split-Ergativität
Der meist (so auch bei Z. Selcan) „Nominativ“ genannte Rectus wird als Subjekt des intransitiven Verbums (in allen Tempora) und als Subjekt des transitiven Verbums im Präsens verwendet, im Präteritum für das direkte Objekt (also als „Akkusativ“) des transitiven Verbs. Der Obliquus wird für das direkte Objekt des transitiven Verbs im Präsens und für den Agens im Präteritum benutzt.
Das Zazaki ist also eine sog. Split-Ergativ-Sprache, da die Ergativkonstruktion nur in einigen, aber nicht allen grammatischen Situationen auftritt. Eine eigentliche Ergativkonstruktion tritt nur bei transitiven Verben im Präteritum auf, der Obliquus ist dann der „Ergativ“, der Rectus der „Absolutiv“.
Es ergibt sich damit folgende Verteilung der Kasusfunktionen im Zaza:
| Funktion        | Intrans. Verb | Transit. Präsens | Transit. Präteritum |
| --------------- | ------------- | ---------------- | ------------------- |
| Subjekt (Agens) | Rectus        | Rectus           | Obliquus (Ergativ)  |
| Direktes Objekt | .             | Obliquus         | Rectus (Absolutiv)  |

Beispiele, die das Prinzip illustrieren:
- malım cirani beno doxtori

Analyse: malım-Ø (Lehrer, RECTUS) ciran-i (Nachbar, OBLIQ) ben-o (bringen, PRÄS-Form) doxtor-i (Arzt, OBLIQ)
Übersetzung: „der Lehrer bringt den Nachbarn zum Arzt“
- malımi ciran berd doxtori

Analyse: malım-i (OBLIQ) ciran-Ø (RECT) berd-Ø (bringen, PRÄTERIT-Form) doxtor-i (OBLIQ)
Übersetzung: „der Lehrer brachte den Nachbarn zum Arzt“
Dazu weitere Details und Beispiele im Abschnitt über die Verbalmorphologie.

#### Kasusbildung
Die regelmäßige Kasusbildung der (definiten) Substantive wird an den Beispielen lacek m. „der Junge“, keyneke f. „das Mädchen“ und domani „die Kinder“ aufgezeigt:
Die regelmäßige Deklination im Zaza
| Kasus      | Präpos. | sg. m.     | sg. f.      | pl.         | Bedeutung      |
| ---------- | ------- | ---------- | ----------- | ----------- | -------------- |
| Rectus     | .       | lacek-Ø    | keynek-e    | doman-i     | siehe oben     |
| Obliquus   | .       | lacek-i    | keynek-e    | doman-an    | siehe oben     |
| Genitiv    | (yê)    | lacek-i    | keynek-e    | doman-an    | des Jungen etc |
| Dativ      | .       | lacek-i rê | keynek-e rê | doman-an rê | für …          |
| Separativ  | .       | lacek-i ra | keynek-e ra | doman-an ra | von … weg      |
| Sublativ 1 | .       | lacek-i ro | keynek-e ro | doman-an ro | auf … hinauf   |
| Adessiv    | .       | lacek-i de | keynek-e de | doman-an de | bei …          |
| Allativ    | (e)ra   | lacek-i    | keynek-e    | doman-an    | zu … hin       |
| Sublativ 2 | (e)ro   | lacek-i    | keynek-e    | doman-an    | auf … hinauf   |
| Illativ    | (e)de   | lacek-i    | keynek-e    | doman-an    | in … hinein    |
| Komitativ  | ...be   | lacek-i ra | keynek-e ra | doman-an ra | zusammen mit … |
| Vokativ    | .       | lac-o!     | keyn-ê!     | doman-ênê!  | Junge! etc     |

Die Endungen der primären Kasus sind also wie folgt verteilt:
| Kasus    | sg.m. | sg.f. | pl. |
| -------- | ----- | ----- | --- |
| Rectus   | -Ø    | -e    | -i  |
| Obliquus | -i    | -e    | -an |

Alle weiteren (sekundären) Kasus basieren auf dem Obliquus, von dem sie durch Suffixe oder Präpositionen nach dem obigen Schema abgeleitet werden. (Die Kasusbezeichnungen für die lokativen Fälle schwanken in der Fachliteratur, die hier verwendeten entsprechen der Kasus-Nomenklatur des Metzler Lexikon Sprache.)

#### Definitheit
Nomina ohne weitere Kennzeichnung (etwa durch Artikel) drücken definite Formen aus (lacek „der Junge“). Indefinite Formen erhalten die Endung /-ê/ (lacek-ê „ein Junge“). Es ergeben sich durch Kontraktion, Elision und Hiattilgung einige phonetische Besonderheiten. Dazu folgende (etwas vereinfachte) Beispiele:
| Definit | Indefinit | Bedeutung        | zur Bildung                |
| ------- | --------- | ---------------- | -------------------------- |
| lacek   | lacek-ê   | der / ein Junge  | regelmäßig                 |
| hêga    | hêga-ê    | das / ein Feld   | kein Einschub des y nach a |
| çerme   | çerm-ê    | das / ein Fell   | Kontraktion e-ê > ê        |
| koli    | koli-y-ê  | das / ein Holz   | Einschub des y nach i      |
| kardi   | kardi-ê   | das / ein Messer | kein Einschub des y nach i |
| manga   | mang-ê    | die / eine Kuh   | Kontraktion a-ê > ê        |

Im Plural wird das Unbestimmtheitssuffix durch /taê/ ersetzt: tayê lacek-i „einige Jungen“.

#### Attributierung
Zusätzlich zu Genus, Numerus, Kasus und Definitheit (siehe oben) wird durch Morpheme am Nomen die Attributierung ausgedrückt, und zwar nur im attributiven, in der Regel aber nicht im prädikativen Fall (davon gibt es Ausnahmen).
Dabei gilt folgende Regel: bei prädikativer Verwendung bleibt (wie im Deutschen) das Substantiv unverändert, das prädikativ gebrauchte Adjektiv erhält eine Suffixkopula oder ein Verbalsuffix, das dem Genus und Numerus des Substantivs entspricht. In der attributiven Verwendung wandert – völlig anders als im Deutschen – diese Kopula als „Attributierungssuffix“ an das zu bestimmende Substantiv, das nachgestellte Adjektiv erhält die normalen Kasusendungen des Nomens. Es gibt also beim Übergang von der prädikativen zur attributiven Verwendung einen „Über-Kreuz-Tausch“ der Suffixe von Substantiv und Adjektiv.
Dazu folgende Beispiele:
| Funktion   | Kasus    | Genus | Substantiv | Adjektiv | Bedeutung                      |
| ---------- | -------- | ----- | ---------- | -------- | ------------------------------ |
| Prädikativ | Rectus   | m.sg. | her-Ø      | gewr-o   | der Esel (her) ist grau (gewr) |
| .          | .        | f.sg. | her-e      | gewr-a   | die Eselin ist grau            |
| .          | .        | pl.   | her-i      | gewr-ê   | die Esel sind grau             |
| Attributiv | Rectus   | m.sg. | her-o      | gewr-Ø   | der graue Esel (Rectus)        |
| .          | .        | f.sg. | her-a      | gewr-e   | die graue Eselin (Rectus)      |
| .          | .        | pl.   | her-ê      | gewr-i   | die grauen Esel (Rectus)       |
| Attributiv | Obliquus | m.sg. | her-ê      | gewr-i   | den grauen Esel (Obl.)         |
| .          | .        | f.sg. | her-a      | gewr-e   | die graue Eselin (Obl.)        |
| .          | .        | pl.   | her-an-ê   | gewr-an  | die grauen Esel (Obl.)         |

Die Attributierungs-Suffixe sind fett gedruckt.

#### Izafe-Bindung
Wie in den meisten iranischen Sprachen gibt es auch im Zaza die Izafe-Bindung. Die Izafe (oder Ezafe) ist ein Verbindungssuffix (ursprünglich – in der mitteliranischen Periode – ein angehängtes Relativpronomen), das zwischen einem Substantiv und seinem nachgestellten Genitivattribut eingefügt wird. Hierbei steht das nachgestellte Genitivattribut im Obliquus. Für das Verbindungssuffix (Izafe) gilt folgendes Schema in Abhängigkeit von Genus und Numerus des voranstehenden Beziehungssubstantivs:
| Kasus    | sg.m. | sg.f. | pl.   |
| -------- | ----- | ----- | ----- |
| Rectus   | -ê    | -a    | -ê    |
| Obliquus | -ê    | -a    | -an-ê |

Dazu folgende Beispiele (her „Esel“, ciran „Nachbar“, das Verbindungssuffix ist fett gedruckt):
| Kasus           | Form mit Izafe                               | Bedeutung                                                              |
| --------------- | -------------------------------------------- | ---------------------------------------------------------------------- |
| Rectus, sg.m.   | her-ê ciran-i her-a ciran-i her-ê(n) ciran-i | der Esel des Nachbarn die Eselin des Nachbarn die Esel des Nachbarn    |
| Rectus, sg.f.   | her-ê ciran-e her-a ciran-e her-ê(n) ciran-e | der Esel der Nachbarin die Eselin der Nachbarin die Esel der Nachbarin |
| Rectus, pl.     | her-ê(n) ciran-an                            | die Esel der Nachbarn                                                  |
| Obliquus, sg.m. | her-ê ciran-i her-a ciran-i her-an-ê ciran-i | den Esel des Nachbarn die Eselin des Nachbarn die Esel des Nachbarn    |
| Obliquus, sg.f. | her-ê ciran-e her-a ciran-e her-an-ê ciran-e | den Esel der Nachbarin die Eselin der Nachbarin die Esel der Nachbarin |
| Obliquus, pl.   | her-an-ê ciran-an                            | die Esel der Nachbarn                                                  |

Allerdings erlaubt das Zaza auch bei einigen wenigen Substantiven eine Umstellung der Genitivverbindung, bei der das Genitivattribut vor seinem Beziehungswort steht. Zum Beispiel kann „aus der Hand (dest) des Jungen (lacek)“ heißen:
- dest-ê lacek-i ra normale Folge, Genitivattribut nachgestellt, Izafe /-ê/
- lacek-i dest ra Umstellung, Genitivattribut im Obliquus vorangestellt, keine Izafe

#### Pronomina
Personalpronomen
Das Personalpronomen des Zazaki unterscheidet im Singular und der 3. Person Plural die Kasus Rectus und Obliquus. Zum Vergleich sind die Pronomina des Kurmandschi, des Talisch und des Persischen beigefügt.
| Pers/Num                             | Zazaki | Kurmand. | Talisch | Persisch   | Deutsch                 |
| ------------------------------------ | ------ | -------- | ------- | ---------- | ----------------------- |
| Nominative Personalpronomen (Rectus) |        |          |         |            |                         |
| 1.sg.                                | ez     | ez       | āz      | man        | ich                     |
| 2.sg.                                | tı     | tu       | tə      | to         | du                      |
| 3.sg.m.                              | o      | ew       | av      | ū, ān      | er                      |
| 3.sg.f.                              | a      | -        | -       | -          | sie (sg.)               |
| 1.pl.                                | ma     | em       | ama     | mā         | wir                     |
| 2.pl.                                | şıma   | hûn      | şəma    | şomā       | ihr                     |
| 3.pl.                                | ê      | ew       | avon    | işān, inhā | sie (pl.)               |
| Oblique Personalpronomen / Ergativ   |        |          |         |            |                         |
| 1.sg.                                | mı(n)  | min      | mə      | man        | mein(s), mir, mich      |
| 2.sg.                                | to     | te       | tə      | to         | dein(s), dir, dich      |
| 3.sg.m.                              | ey     | wî       | ay      | ū, ān      | sein(s), ihm, ihn       |
| 3.sg.f.                              | aye    | wê       | -       | -          | ihr(s), ihr, sie        |
| 1.pl.                                | ma     | me       | ama     | mā         | unser, uns              |
| 2.pl.                                | şıma   | we       | şema    | şomā       | euer, euch              |
| 3.pl.                                | inan   | wan      | evon    | işān, inhā | ihre(s), ihnen, sie pl. |

Es sollte beachtet werden, dass das persische/talische ā und a in Zazaki/Kurdisch als a und e wiedergeben werden (Beispiel: Farsi barf برف „Schnee“, Kurmandschi berf), so würde man auch Talisch av in zazaischem/kurdischem Alphabet als ev schreiben.
Demonstrativpronomen
| Form     | Zazaki   | Kurmandschi | Persisch   | Deutsch        |
| -------- | -------- | ----------- | ---------- | -------------- |
| Rectus   |          |             |            |                |
| Maskulin | (e)no    | ev          | in         | dieser         |
| Feminin  | (e)na    | ev          | in         | diese          |
| Plural   | (e)nê    | ev          | işān, inhā | diese          |
| Obliquus |          |             |            |                |
| Maskulin | (e)ney   | vî          | in         | diesen, diesem |
| Feminin  | (e)naye  | vê          | in         | diese, dieser  |
| Plural   | (e)ninan | van         | işān, inhā | diese, diesen  |

Wird auf eine Person, Sache oder Sachlage besonders hingedeutet (z. B. mit dem Finger), wird den Demonstrativpronomina mit Substantiv folgend auch ein e- angehängt.

#### Kopula
Die Kopula, also das „ist“ im Zazaki, wird an das Adjektiv oder das Nomen und auch dem Verb angefügt.
| Num/Pers | Zazaki       | Deutsch     | Verneinung (Zazaki) | Verneinung (Deutsch) | Adjektiv (Zazaki) | Adjektiv (Deutsch) | Verb (Zazaki) | Verb (Deutsch) |
| 1.sg.    | ez-an (an)   | ich bin es  | ez ni-yan           | ich bin es nicht     | ez gırd-an        | ich bin groß       | ez şon-an     | ich geh-e      |
| 2.sg.m.  | tı-yê (ê)    | du bist es  | tı ni-yê            | du bist es nicht     | tı gırd-ê         | du bist groß       | tı şon-ê      | du geh-st      |
| 2.sg.f.  | tı-yay (ay)  | du bist es  | tı ni-yay           | du bist es nicht     | tı gırd-ay        | du bist groß       | tı şon-ay     | du geh-st      |
| 3.sg.m.  | o-yo (o)     | er ist es   | o ni-yo             | er ist es nicht      | o gırd-o          | er ist groß        | o şon-o       | er geh-t       |
| 3.sg.f.  | a-ya (a)     | sie ist es  | a ni-ya             | sie ist es nicht     | a gırd-a          | sie ist groß       | a şon-a       | sie geh-t      |
| 1.pl.    | ma-yme (ime) | wir sind es | ma ni-yme           | wir sind es nicht    | ma gırd-ime       | wir sind groß      | ma şon-ime    | wir geh-en     |
| 2.pl.    | şıma-yê (ê)  | ihr seid es | şıma ni-yê          | ihr seid es nicht    | şıma gırd-ê       | ihr seid groß      | şıma şon-ê    | ihr geh-t      |
| 3.pl.    | ê-yê (ê)     | sie sind es | ê ni-yê             | sie sind es nicht    | ê gırd-ê          | sie sind groß      | ê şon-ê       | sie gehen      |

### Verbalmorphologie

#### Verbale Kategorien
Die komplexe Verbalmorphologie des Zaza kann hier nur angedeutet werden. Man unterscheidet finite und infinite Verbalformen. Die finiten Verbalformen weisen folgende Kategorien auf:
| Nr | Kategorie | Realisierungen                                                         |
| -- | --------- | ---------------------------------------------------------------------- |
| 1  | Person    | 1., 2. und 3. Person                                                   |
| 2  | Numerus   | Singular (sg.), Plural (pl.)                                           |
| 3  | Genus     | Maskulinum (m.), Femininum (f.) (nur in der 3.sg.)                     |
| 4  | Tempus    | Präsens, Präteritum, Perfekt; Imperfekt, Plusquamperfekt; teilw. Futur |
| 5  | Modus     | Indikativ, Kontinuativ (Verlaufsform), Konjunktiv, Imperativ           |
| 6  | Diathese  | Aktiv, Passiv                                                          |

Von den fünf Tempora unterscheiden Präsens, Präteritum und Perfekt nach Person, Numerus und Genus, während Imperfekt und Plusquamperfekt diese Kategorien nicht besitzen. (Das Plusquamperfekt unterscheidet 1. sg./pl.)
Die infiniten Verbalformen sind zwei Infinitive (auf /-ene/ und /-ış/) und zwei Partizipien (Agentiv-Partizip und Präterital-Partizip), auf die hier nicht näher eingegangen wird.

#### Split-Ergativität
Besonders auffällig ist – im Vergleich zum Deutschen, aber auch zu vielen anderen Sprachen – der Kasustausch von Rectus und Obliquus für Agens bzw. Patiens beim transitiven Verbum im Präsens und Präteritum, also die sog. Split-Ergativität. (Genauere Erklärung im Abschnitt „Nominalmorphologie“.)
Hier einige Beispiele, die diesen auffälligen Sachverhalt verdeutlichen (malım „Lehrer“, ciran „Nachbar“, doxtor „Arzt“, ben- Präsensstamm, berd- Präteritumstamm eines Verbs mit der Bedeutung „bringen“):
Beispiele im Präsens:
| Subjekt Rectus | Objekt Obliq. | Prädikat | Ziel Obliq. | Übersetzung                                   |
| -------------- | ------------- | -------- | ----------- | --------------------------------------------- |
| malım-Ø        | ciran-i       | ben-o    | doxtor-i    | der Lehrer bringt den Nachbarn zum Arzt       |
| malım-e        | ciran-i       | ben-a    | doxtor-i    | die Lehrerin bringt den Nachbarn zum Arzt     |
| malım-e        | ciran-e       | ben-a    | doxtor-e    | die Lehrerin bringt die Nachbarin zur Ärztin  |
| malım-i        | ciran-an      | ben-ê    | doxtor-an   | die Lehrer bringen die Nachbarn zu den Ärzten |

Im Präsens besteht Kongruenz zwischen Subjekt und Prädikat. Im Präteritum vertauschen sich (bei transitiven Verben) die Endungen von Subjekt und Objekt, Kongruenz besteht zwischen Objekt und Prädikat.
Beispiele im Präteritum (transitives Verb):
| Subjekt Obliq. | Objekt Rectus | Prädikat | Ziel Obliq. | Übersetzung                                    |
| -------------- | ------------- | -------- | ----------- | ---------------------------------------------- |
| malım-i        | ciran-Ø       | berd-Ø   | doxtor-i    | der Lehrer brachte den Nachbarn zum Arzt       |
| malım-i        | ciran-e       | berd-e   | doxtor-i    | der Lehrer brachte die Nachbarin zum Arzt      |
| malım-e        | ciran-e       | berd-e   | doxtor-e    | die Lehrerin brachte die Nachbarin zur Ärztin  |
| malım-an       | ciran-i       | berd-i   | doxtor-an   | die Lehrer brachten die Nachbarn zu den Ärzten |

Naheliegend ist eine Erklärung des Präteritums als Passivform „Der Nachbar (Rectus) wurde vom Lehrer (Obliquus) zum Arzt gebracht“.

#### Verbalstämme
Das Verbum im Zaza besitzt drei Verbalstämme: Präsens-, Konjunktiv- und Präteritalstamm. Die Bildung der Tempora und Modi von den Verbalstämmen zeigt folgendes Schema:
| Stamm           | davon gebildete Formen         |
| --------------- | ------------------------------ |
| Präsensstamm    | Indikativ, Kontinuativ Präsens |
| Konjunktivstamm | Konjunktiv, Imperativ Präsens  |
| Präteritumstamm | alle anderen Tempora und Modi  |

Im Folgenden werden einige Konjugationsparadigmata des Verbums dargestellt.

#### Indikativ und Kontinuativ Präsens
Indikativ und Kontinuativ Präsens werden vom Präsensstamm gebildet (Beispiel wan-en „lesen“):
| Num/Pers | Indik. Präs.    | Bedeutung | Kontin. Präs.    | Bedeutung        |
| -------- | --------------- | --------- | ---------------- | ---------------- |
| 1.sg.    | (ez) wan-en-an  | ich lese  | ez-an wan-en-an  | ich lese gerade  |
| 2.sg.m.  | (tı) wan-en-ê   | du liest  | tı-yê wan-en-ê   | du liest gerade  |
| 2.sg.f.  | (tı) wan-en-ay  | du liest  | tı-yay wan-en-ay | du liest gerade  |
| 3.sg.m.  | (o) wan-en-o    | er liest  | o-yo wan-en-o    | er liest gerade  |
| 3.sg.f.  | (a) wan-en-a    | sie liest | a-wa wan-en-a    | sie liest gerade |
| 1.pl.    | (ma) wan-en-ime | wir lesen | ma-yê wan-en-ime | wir lesen gerade |
| 2.pl.    | (şıma) wan-en-ê | ihr lest  | şıma-yê wan-en-ê | ihr lest gerade  |
| 3.pl.    | (ê) wan-en-ê    | sie lesen | ê-yê wan-en-ê    | sie lesen gerade |

Der Kontinuativ wird also durch Suffixe (Kopula) am Subjekt aus dem Indikativ Präsens gebildet. Diese Endungen können durch /-na-/ (Nahdeixis) und /-ha -/ (Ferndeixis) erweitert werden,
z. B. tı-na-ya ben-i „du bringst gerade hin“ und tı-ha-wa ben-ay „du bringst gerade weg“.

#### Konjunktiv und Imperativ Präsens
Konjunktiv und Imperativ Präsens werden vom Konjunktivstamm gebildet (Beispiel wan- „lesen“):
| Num/Pers | Konjunk. Präs.       | Bedeutung        | Imperativ (Präs.) | Bedeutung         |
| -------- | -------------------- | ---------------- | ----------------- | ----------------- |
| 1.sg.    | (ke) (ez) bı-wan-i   | (dass) ich lese  | .                 | .                 |
| 2.sg.    | (tı) bı-wan-ê        | du lesest        | (tı) bı-wan-e     | lies!             |
| 3.sg.m.  | (o) bı-wan-o         | er lese          | (o) bı-wan-o      | er soll lesen!    |
| 3.sg.f.  | (a) bı-wan-o         | sie lese         | (a) bı-wan-o      | sie soll lesen!   |
| 1.pl.    | (ke) (ma) bı-wan-ime | (dass) wir lesen | (ma) bı-wan-ime   | lesen wir!        |
| 2.pl.    | (şıma) bı-wan-ê      | ihr leset        | (şıma) bı-wan-ê   | lest!             |
| 3.pl.    | (ê) bı-wan-ê         | sie lesen        | (ê) bı-wan-ê      | sie sollen lesen! |

#### Präteritum
Alle anderen Tempora und Modi werden vom Präteritumstamm (siehe oben) gebildet. Wie auch in anderen iranischen Sprachen kongruiert das transitive Verb im Präteritum und Perfekt mit dem Objekt, das im Rectus steht. Die intransitiven Verben kongruieren in allen Tempora – also auch im Präteritum – mit dem Subjekt. Dadurch unterscheidet sich die Formenbildung intransitiver und transitiver Verben im Präteritum. Als Beispiele werden konjugiert men-d-ene „bleiben“ (intransitiv) und wen-d-ene „lesen“ (transitiv).
| Num/Pers | Indik. Prät. intransit. | Bedeutung   | Indik. Prät. transitiv | Bedeutung                              | Kontin. Prät. intransitiv | Bedeutung          |
| -------- | ----------------------- | ----------- | ---------------------- | -------------------------------------- | ------------------------- | ------------------ |
| 1.sg.    | ez mend-an              | ich blieb   | mı o/a/ê wend- Ø/e/i   | ich las es (ihn) / sie (f)/ sie (pl)   | ez-an mendan              | ich blieb gerade   |
| 2.sg.m.  | tı mend-ê               | du bliebst  | to .... wend- …        | du last es (ihn) / sie (f)/ sie (pl)   | tı-yê mendi               | du bliebst gerade  |
| 2.sg.f.  | tı mend-ay              | du bliebst  | to .... wend- …        | du last es (ihn) / sie (f)/ sie (pl)   | tı-yay menday             | du bliebst gerade  |
| 3.sg.m.  | o mend-Ø                | er blieb    | ey .... wend- …        | er las es (ihn) / sie (f)/ sie (pl)    | o-yo mend                 | er blieb gerade    |
| 3.sg.f.  | a mend-e                | sie blieb   | ae .... wend- …        | sie las es (ihn) / sie (f)/ sie (pl)   | a-wa mende                | sie blieb gerade   |
| 1.pl.    | ma mend-ime             | wir blieben | ma … wend- …           | wir lasen es (ihn) / sie (f)/ sie (pl) | ma-o mendime              | wir blieben gerade |
| 2.pl.    | şıma mend-i             | ihr bliebt  | şıma… wend- …          | ihr last es (ihn) / sie (f)/ sie (pl)  | şıma-ê mendi              | ihr bliebt gerade  |
| 3.pl.    | ê mend-i                | sie blieben | inan...wend- …         | sie lasen es (ihn) / sie (f)/ sie (pl) | ê-yê mendi                | sie blieben gerade |

Das Kongruenzverhalten des transitiven Präteritums wird deutlicher, wenn man das Schema nach dem Objekt ordnet, das im Rectus steht: Beispiel berd-ene „wegbringen“. Die Subjekte sind beliebig gewählt:
| Num/Pers | Indik. Prät. transitiv | Bedeutung             |
| -------- | ---------------------- | --------------------- |
| 1.sg.    | (to) ez berd-an        | du brachtest mich weg |
| 2.sg.m.  | (mı) tı berd-i         | ich brachte dich weg  |
| 2.sg.f.  | (mı) tı berd-ay        | ich brachte dich weg  |
| 3.sg.m.  | (ae) o berd-Ø          | sie brachte ihn weg   |
| 3.sg.f.  | (ey) a berd-e          | er brachte sie weg    |
| 1.pl.    | (inan) ma berd-ime     | sie brachten uns weg  |
| 2.pl.    | (ma) şıma berd-i       | wir brachten euch weg |
| 3.pl.    | (şıma) ê berd-i        | ihr brachtet sie weg  |

Wörtliche Bedeutung (1.sg.) „ich wurde weggebracht, und zwar von dir“.

#### Perfekt
Das Perfekt wird wie das Präteritum vom Präteritalstamm (siehe oben) gebildet und unterscheidet ebenso intransitive und transitive Formen. Es entspricht semantisch nicht dem deutschen Perfekt, sondern beschreibt vom Sprecher nicht direkt beobachtete oder erlebte oder auch bezweifelte Handlungen. Die Beispiele entsprechen denen für das Präteritum (siehe oben).
| Num/Pers | Indik. Perf. intransit. | Bedeutung          | Indik. Perf. transitiv | Bedeutung                             |
| -------- | ----------------------- | ------------------ | ---------------------- | ------------------------------------- |
| 1.sg.    | (ez) mend-an            | ich bin geblieben  | mı o/a/ê wend- o/a/ê   | ich habe es/sie (f)/sie (pl) gelesen  |
| 2.sg.m.  | (tı) mend-ê             | du bist geblieben  | to … wend- …           | du hast es/sie (f)/sie (pl) gelesen   |
| 2.sg.f.  | (tı) mend-ay            | du bist geblieben  | to … wend- …           | du hast es/sie (f)/sie (pl) gelesen   |
| 3.sg.m.  | (o) mend-o              | er ist geblieben   | ey … wend- …           | er hat es/sie (f)/sie (pl) gelesen    |
| 3.sg.f.  | (a) mend-a              | sie ist geblieben  | aye … wend- …          | sie hat es/sie (f)/sie (pl) gelesen   |
| 1.pl.    | (ma) mend-ime           | wir sind geblieben | ma … wend- …           | wir haben es/sie (f)/sie (pl) gelesen |
| 2.pl.    | (şıma) mend-ê           | ihr seid geblieben | şıma… wend- …          | ihr habt es/sie (f)/sie (pl) gelesen  |
| 3.pl.    | (ê) mend-ê              | sie sind geblieben | inan… wend- …          | sie haben es/sie (f)/sie (pl) gelesen |

#### Imperfekt
Im Imperfekt werden Handlungen beschrieben, die nicht abgeschlossen sind. Das Imperfekt wird im Indikativ durch das Suffix -êne gebildet, im Konjunktiv wird zusätzlich das Präfix bı- gesetzt.
| Num/Pers | Indik. Imperf. intransitiv | Bedeutung   | Kontin. Imperf. intransitiv | Bedeutung           |
| -------- | -------------------------- | ----------- | --------------------------- | ------------------- |
| 1.sg.    | ez mend-êne                | ich blieb   | ez bı-mend-êne              | wär ich geblieben   |
| 2.sg.    | tı mend-êne                | du bliebst  | tı bı-mend-êne              | wärst du geblieben  |
| 3.sg.m.  | o mend-êne                 | er blieb    | o bı-mend-êne               | wäre er geblieben   |
| 3.sg.f.  | a mend-êne                 | sie blieb   | a bı-mend-êne               | wäre sie geblieben  |
| 1.pl.    | ma mend-êne                | wir blieben | ma bı-mend-êne              | wären wir geblieben |
| 2.pl.    | şıma mend-êne              | ihr bliebt  | şıma bı-mend-êne            | wäret ihr geblieben |
| 3.pl.    | ê mend-êne                 | sie blieben | ê bı-mend-êne               | wären sie geblieben |

#### Plusquamperfekt
Die Bildung des Plusquamperfekts im Zazaischen erfolgt mit dem Hilfsverb bi. Es ist nur im Indikativ existent.
| Num/Pers | Indik. Plusqperf. intransitiv | Bedeutung           |
| -------- | ----------------------------- | ------------------- |
| 1.sg.    | ez mendi biyan                | ich war geblieben   |
| 2.sg.m.  | tı mendi biy                  | du warst geblieben  |
| 2.sg.f.  | tı mendi biyay                | du warst geblieben  |
| 3.sg.m.  | o mendi bi                    | er war geblieben    |
| 3.sg.f.  | a mendi biye                  | sie war geblieben   |
| 1.pl.    | ma mendi biyme                | wir waren geblieben |
| 2.pl.    | şıma mendi biy                | ihr ward geblieben  |
| 3.pl.    | ê mendi biy                   | sie waren geblieben |

#### Futur
Das Futur erhält man im Zazaischen durch die Partikel do, die dem Konjunktiv vorangestellt wird.
| Num/Pers | Futur            | Bedeutung          |
| -------- | ---------------- | ------------------ |
| 1.sg.    | ez do bı-man-an  | ich werde bleiben  |
| 2.sg.    | tı do bı-man-ê   | du wirst bleiben   |
| 3.sg.m.  | o do bı-man-o    | er wird bleiben    |
| 3.sg.f.  | a do bı-man-o    | sie wird bleiben   |
| 1.pl.    | ma do bı-man-ime | wir werden bleiben |
| 2.pl.    | şıma do bı-man-ê | ihr werdet bleiben |
| 3.pl.    | ê do bı-man-ê    | sie werden bleiben |